# Кристиан Вильгельм (князь Шварцбург-Зондерсгаузена)
Кристиан Вильгельм I Шварцбургский (нем. Christian Wilhelm I. von Schwarzburg; 6 января 1647, Зондерсхаузен — 10 мая 1721, там же) — граф и князь Шварцбург-Зондерсгаузена, граф Гонштейна, владетель Зондерсгаузена, Арнштадта и Лейтенберга. С 1681 года носил титул графа Эберлебена, с 1716 года — граф Арнштадта.

## Биография
Кристиан Вильгельм — старший сын графа Антона Гюнтера I Шварцбург-Зондерсгаузенского и его супруги Марии Магдалены, урождённой пфальцграфини Биркенфельдской (1622—1689), дочери пфальцграфа Георга Вильгельма Цвейбрюккен-Биркенфельдского.
В 1666 году вместе с братом Антоном Гюнтером II наследовал отцу, в 1681 году они разделили владения, и Антон Гюнтер получил титул графа Шварцбург-Арнштадтского. 3 сентября 1697 года император Священной Римской империи Леопольд I возвёл братьев в имперских князей. После смерти Антона Гюнтера в 1716 году Арнштадт вернулся под власть Кристиана Вильгельма. Кристиан Вильгельм в 1713 году заключил с братом династический договор, установивший у Шварцбург-Зондерсгаузенов примогенитуру и неделимость владений. В 1710 году к договору присоединился Людвиг Фридрих I Шварцбург-Рудольштадтский, а в договор в 1719 году утвердил император Карл VI. Кристиан Вильгельм активно боролся с суверенитетом Саксонского курфюршества, а также занимался реконструкцией ренессансного дворца Зондерсгаузен в стиле барокко. При Кристиане Вильгельме Зондерсгаузен превратился в культурный центр Северной Тюрингии.

## Потомки
Кристиан Вильгельм 20 декабря 1671 года обручился с Людмилой Елизаветой Шварцбург-Рудольштадтской, но она умерла от кори в марте 1672 года. 22 августа 1673 года Кристиан Вильгельм женился на Антонии Сибилле (1641—1684), дочери графа Альбрехта Фридриха Барби-Мюлингенского. У супругов родились:
- Антон Альберт (1674—1680)
- Август Вильгельм (1676—1690)
- Гюнтер XLIII, правящий князь Шварцбург-Зондерсгаузена (1678—1740)
- Магдалена София (1680—1751), замужем за графом Георгом Альбертом Шёнбург-Гартенштейнским (1673—1716)
- Кристиана Эмилия (1681—1751), замужем за герцогом Адольфом Фридрихом II Мекленбург-Стрелицким
- Луиза Альбертина (1682—1765)
- Антония Сибилла (1684)

Во второй брак Кристиан Вильгельм вступил в 1684 году с Вильгельминой Кристиной (1658—1712), дочерью герцога Иоганна Эрнста II Саксен-Веймарского. В этой семье родились:
- Иоганна Августа (1686—1703)
- Кристиана Вильгельмина (1688—1749)
- Генрих XXXV (1689—1758), правящий князь Шварцбург-Зондерсгаузена
- Август I (1691—1750), князь Шварцбург-Зондерсгаузенский
- Генриетта Эрнестина (1692—1759)
- Рудольф (1695—1749)
- Вильгельм II (1699—1762)
- Кристиан (1700—1749), князь Шварцбург-Зондерсгаузенский